# Историја српског филма
Филм је модерна уметност која у великој мери зависи од науке и технологије. Прва филмска представа приказана је у Паризу 28. децембра 1895, а шест месеци касније, иста је приказана 6. јуна 1896. у Србији, у кафани Код златног крста. Представи су присуствовали краљ Александар Обреновић и краљица Наталија.
Први стални биоскоп отворен је у Београду 1909, а убрзо је услиједило отварање других биоскопа у Београду и другим градовима Србије. Први филмски продуцент био је Светозар Боторић, власник биоскопа „Париз“, који је ангажовао француске сниматеље за производњу филмских журнала о престоничким догађајима. Први српски филм Живот и дело Бесмртног Вожда Карађорђа сниман је 1911. године у режији Чича Илије Станојевића. Рад на снимању документарних филмова интензивиран је у доба балканских и Првог свјетског рата. Велики дио те филмске грађе сачуван је и налази се у архиву југословенске кинотеке у Београду. У Војводини се путујући кинематографи јављају у исто вријеме кад и у Србији, а први стални кинематограф у Војводини отворен је у Сомбору 1906. И још један догађај привлачи пажњу у историји српског филма. Послије повлачења српске војске преко Албаније, на Крфу је при Српској команди основана филмска секција са задатком да приказује савезничке филмове српској војсци и да снима ратна збивања на Солунском фронту. Најзначајнији члан те секције Михаило Михаиловић постао је један од пионира филма у Краљевини Југославији.

## Филмско стварање
Почетак филмске продукције у Србији почиње 1911. када је продуцент Светозар Бототрић продуцирао, два играна филма Живот и дела бесмртног Вожда Карађорђа и Улрих Цељски и Владислав Хуњади које је режирао Чича Илија Станојевић, као и документарни филм Циганска свадба. У историји филма су забележени и покушаји Ђоке Богдановића са његовом великом документарном продукцијом, браће Боже, Пере и Светолика Савића у успостављању продукције српских филмова.
Од 1911. до 1913, Де Бери је снимио око 20 документарних филмова за Светозара Боторића, међу најпознатијима су Свечана предаја старих и пријем нових застава, Одлазак краља, престолонаследника и принцезе Јелене у Петроград, Трке на Бањици, Летење авијатичара Ђованија Видмера на Бањици“ и други. Славко Јовановић је уз Луја де Берија који је снимао филмове из Балканских ратова научио занат и постао први српски филмски сниматељ, снимао је филмове за Светозара Боторића али и за друге филмске продуценте.

## Продукција
После Другог светског рата Београд постаје филмски центар Србије и Југославије, са значајним продукцијским кућама Југословенске кинотеке, „Застава филм“, „Авала филм“, „Филмске новости“, „Дунав филм“, „Јадран филм“. Значајни играни филм је Славица (1947), прва екранизација књижевног дела Софка (1948), први филм у боји је Поп Ћира и поп Спира прве српске режисерке Соје Јовановић. Врхунац представљају 1961—1971. године с појавом црног таласа: Душан Макавејев, Александар Петровић, Живојин Павловић и др. Александар Петровић је најуспјешнији, који је у филму Три снимљеном по новелама Антонија Исаковића достигао савршенство филмског израза и форме. Други његов филм Скупљачи перја добио је Гран при на међународном филмском фестивалу у Кану. Значајни редитељи су Живојин Павловић познат по филмовима: Буђење пацова, Кад будем мртав и бео и др. Душан Макавејев: Човек није тица. „Црни талас“ је због неутралистичног приказивања савремених прилика подвргнут жестокој партијској идеолошкој критици и угушен. Међу каснијим редитељима издвајају се Горан Паскаљевић, Срђан Карановић, Горан Марковић, Слободан Шијан, Емир Кустурица, најуспјешнији српски филмски стваралац, добитник многих међународних награда. Значајан је и српски документарни филм. Око филмског предузећа „Дунав филм“ оформила се београдска школа документарног филма која се прочула по многим наградама освојеним на међународним фестивалима.